# Willy Langestraat
Willy Langestraat, pseudoniemen Laguestra en Billy Longstreet (Rotterdam, 29 maart 1914 - Amsterdam, 20 juni 1995) was een muzikant, componist, orkestleider en muziekverzamelaar.
Onder zijn eigen naam maakte hij opnames waarop hij klarinet of saxofoon speelt. Maar de muziek die hij maakte als Laguestra is weer heel anders. Hij maakte eind jaren 50 al een LP getiteld Utopia, met niet-westerse muziekinstrumenten en veel percussie, hij speelde daarin zelf op de sitar. In Nederland en omstreken was Laguestra hiermee een pionier. Duimpiano's, een sitar en oosterse drums waren geen gebruikelijke instrumenten in de Nederlandse muziekwereld. Op de radio was hij te horen met zijn Zuid-Amerikaanse orkest Laguestra en het orkest van Billy Longstreet.
Verder opereerde hij onder de namen:
- The Willy Langstraat Quartet
- Tango Orkest Laguestra
- Laguestra Y Son Orquestra Tipica
- Laguestra and His Marimba Tipica Orchestra
- Latin Ballroomorkest
- Billy Longstreet's Jazzorkest
- Billy Longstreet Quintet
- Willy Langestraat Quartet
- Willy Langstraat Sextet

Als muzikant werkte hij bij de orkesten:
- Orkest Malando
- Ensemble Eddy Christiani
- Rudy and the Royal Rhytmics
- Willy (Wissink) & His Giants
- AVRO - orkest De Zaaiers
- Frans Poptie en zijn Solisten

Na de Tweede Wereldoorlog kwam voor Langestraat het succes. Voor de bevrijders is hij Bill Longstreet from Holland. Daarna werden de composities van Langestraats Zuid-Amerikaans en zijn naam werd Laguestra en hij werd leider van verschillende sambaorkesten.  Bij de AVRO lanceerde Laguestra bij het radioprogramma De bonte dinsdagavondtrein in 1957 de Algerijnse muzikant Taoud Ben Nacef en introduceerde zo Arabische muziek in Nederland. Vooral zijn Arabische composities vallen op: Berbersong, Turkish Coffee, en The Flying Carpet. Voor harmonieorkest schreef hij Brasilian Mood, voor altsaxofoon en harmonieorkest (1986).
Twintig jaar verzorgde Willy de muziek bij Loeki de Leeuw. Hij was ook in staat om in zijn eigen muziekstudio complete orkestwerken te produceren, waarop hij alle instrumenten zelf bespeelde. Op de TROS Radio had hij jarenlang het programma Van Heinde en Verre waarin muziekculturen en instrumenten uit de hele wereld aan de orde kwamen. Op zijn huisadres had Langestraat een enorme verzameling muziekinstrumenten en ongeveer 4000 LP's. Willy Langestraat overleed in 1995 op de leeftijd van 81 jaar.

## Discografie
- Utopia (LP) 1957
- The Willy Langestraat Quartet (EP) 1957
- Willy Langestraat Sextet - 1956
- Willy Langestraat - Bij ons in de Buurt = Foxtrot
- Laguestra - Tipi Tin Cha Cha (single)
- Laguestra - Banana Cha Cha (single)
- Laguestra - Choo Choo Cha Cha (single)
- Laguestra and His Marimba Tipica Orchestra (EP) 1956
- Lenggang KangKoeng - met Rudy & The Royal Rhytmics (EP ?) 1963
- Billy Longstreet - Nobody knows the Trouble I've Seen (single ?)
- Frans Poptie & zijn Solisten - 1956
- The Billy Longstreet Sextet plays Summer set (single) 1960